# Ilnacora malina
Ilnacora malina är en insektsart som först beskrevs av Philip Reese Uhler 1877.  Ilnacora malina ingår i släktet Ilnacora och familjen ängsskinnbaggar. Inga underarter finns listade i Catalogue of Life.